# Ciprian Vălcan
Ciprian Vălcan (n. 5 decembrie 1973, Arad) este un eseist și filozof român.

## Biografia
Absolvă studiile universitare de filosofie la Timișoara, fiind bursier al École Normale Supérieure din Paris în perioada 1995-1997 și bursier al guvernului francez în perioada 2001-2004. Obține licența și masteratul în filosofie la Sorbona. Îndeplinește consecutiv funcțiile de conferențiar în cadrul Facultății de Drept a Universității Tibiscus din Timișoara în perioada 2006-2009 , profesor invitat al Universității de Vest din Timișoara în perioada 2004-2005 și profesor universitar în cadrul Facultății de Drept a Universității Tibiscus din Timișoara din 2009.
Devine doctor în filosofie al Universității Babeș-Bolyai din Cluj-Napoca (2002), doctor în filologie al Universității de Vest din Timișoara (2005) și doctor în istorie culturală al École pratique des hautes études din Paris (2006).
Este membru al Uniunii Scriitorilor din România, membru al Pen Club, membru al Asociației Române a Cercetătorilor Francofoni în Științe Umane (ARCHES), membru al Institutului de studii comparate central și est-europene A Treia Europă, membru al filialiei din România a Societății Internaționale Toma de Aquino, membru al laboratorului de cercetare L’Europe centrale et orientale depuis le Moyen-Âge: histoire et interculturalité din cadrul École pratique des hautes études din Paris.
Totodată, este președinte al Societatea Tinerilor Universitari din România (STUR), redactor al revistei Orizont, redactor al revistei A Treia Europă, redactor al revistei Alkemie, membru al comitetului științific internațional al Revista Colombiana de Filosofia de la Ciencia, membru al comitetului științific internațional al revistei Recerca, membru al comitetului științific internațional al revistei CBN din Castellon, membru de onoare al comitetului de redacție al revistei Vox philosophiae , membru al comitetului consultativ al revistei Europa din Novi Sad, coordonator al colecției Eidos a Editurii Augusta din Timișoara și coordonator al colecției Magister a Editurii Universității de Vest din Timișoara.

## Operă

### Volume de autor
- ,Recherches autour d’une philosophie de l’image, Augusta, Timișoara, 1998
- Studii de patristică și filosofie medievală, Augusta, Timișoara, 1999 (Premiul Filialei din Timișoara a Uniunii Scriitorilor)
- Eseuri barbare, Augusta, Timișoara, 2001
- La concurrence des influences culturelles francaises et allemandes dans l'oeuvre de Cioran, Editura Institutului Cultural Român, București, 2008 – traducere în limba spaniolă de Maria Liliana Herrera cu titlul Influencias culturales francesas y alemanas en la obra de Cioran, Editorial Universidad Tecnologica de Pereira, Pereira, 2016
- Filosofia pe înțelesul centaurilor, Napoca Star, Cluj-Napoca, 2008
- Teologia albinoșilor, Napoca Star, Cluj-Napoca, 2010 (cu Dana Percec)
- Elogiul bîlbîielii, All, București, 2011
- Logica elefanților, All, București, 2013 (cu Dana Percec)
- French and German Cultural Influences in Cioran's Work, Lambert Academic Publishing, Saarbrűcken, 2013
- Amiel și canibalul, Cartea Românească, București, 2013
- Metafizica bicicliștilor, All, București, 2013 (cu Dana Percec) - traducere în limba cehă de Hana Herrmannova cu titlul Metafyzika cyklistu, Herrmann&Synove, Praga, 2015
- Retratos con azar, Desde Abajo, Bogota, 2014 (cu Saul Yurkievich și Ilinca Ilian)
- Cioran, un aventurier nemișcat, All, București, 2015 - traducere în limba spaniolă de Miguel Angel Mendoza cu titlul Cioran, un aventurero inmóvil, Editorial Universidad Tecnologica de Pereira, Pereira, 2018; traducere în limba portugheză braziliană de Rodrigo Menezes cu titlul Cioran, um aventureiro imóvel, Atopos Editorial, Sao Paulo, 2023
- Le vecchie e il diavolo – traducere în limba italiană de Giovanni Rotiroti și Iulian Francisco Ciubotaru, Joker, Novi Ligure, 2017; As Velhinhas e o Diabo - traducere în limba portugheză braziliană de Rodrigo Menezes, Tesseractum, Sao Paulo, 2022
- Socrate și portăreasa, Eikon, București, 2019
- Husserl y el dragón - traducere în limba spaniolă de Raluca Ciortea, Ex Libris, Ciudad de Mexico, 2021
- Obsidiana – traducere în limba portugheză de Rodrigo Menezes, Tesseractum, Sao Paulo, 2023
- Kafka y el cocodrilo - traducere în limba spaniolă de Miguel Angel Mendoza, Casa de Asterion Ediciones, Santa Rosa de Cabal, 2024

Volume electronice
O suicida ou a era do niilismo – traducere în limba portugheză braziliană de Fernando Klabin, Zazie (www.zazie.com.br), Rio de Janeiro/Copenhaga, 2016

### Volume coordonate
- Jacques Le Rider, Europa Centrală sau paradoxul fragilității, Polirom, Iași, 2001
- Labirintul subiectivității, Augusta, Timișoara, 2001
- Dinamica dreptului în societatea contemporană, Augusta, Timișoara, 2001
- Portret de grup cu idei, Editura Viața Creștină, Cluj-Napoca, 2002
- Travers. O antologie a literaturii maghiare din Transilvania, Polirom, Iași, 2002
- O anatomie a discursului filosofic, Augusta, Timișoara, 2002
- Michel Serres – Modelul lui Hermes, Editura Universității de Vest, Timișoara, 2003
- Jacques Le Rider, Otto Weininger sau voluptatea excesului, Editura Universității de Vest, Timișoara, 2003
- Paradigma ereticului, Augusta, Timișoara, 2004
- Tentația ideii, Galaxia Gutenberg, Cluj-Napoca, 2004
- Eseuri de fenomenologie a culpabilității, Augusta, Timișoara, 2004
- Cultura memoriei în Europa Centrală, Editura Universității de Vest, Timișoara, 2005
- Fragilitatea spiritului, Galaxia Gutenberg, Cluj-Napoca, 2005
- Inerția imaginației, Galaxia Gutenberg, Cluj-Napoca, 2005
- Fascinația formei, Galaxia Gutenberg, Cluj-Napoca, 2006
- Reprezentări culturale ale nebuniei, Napoca Star, Cluj-Napoca, 2006
- Despre lux, Napoca Star, Cluj-Napoca, 2007
- Noblețea efemerului, Napoca Star, Cluj-Napoca, 2007
- Splendoarea decadenței. Viena 1848-1938,Bastion, Timișoara, 2008
- Ispita alexandrinismului, Bastion, Timișoara, 2008
- Obsesii, capricii, himere, Napoca Star, Cluj-Napoca, 2008
- Cadența ideilor, Napoca Star, Cluj-Napoca, 2009
- Anamorfozele iubirii, Napoca Star, Cluj-Napoca, 2010
- Simțul nuanței, Napoca Star, Cluj-Napoca, 2011
- Sensul lucrurilor, Napoca Star, Cluj-Napoca, 2012
- Excentris. Marginali, excentrici, rebeli, Editura Universității de Vest, Timișoara, 2012
- Fantasma trupului, Napoca Star, Cluj-Napoca, 2013
- Ecoul inefabilului, Napoca Star, Cluj-Napoca, 2014

### Volume colective
- Fides et ratio în dezbatere, Editura Viața Creștină, Cluj-Napoca, 2002
- In honorem magistri G. I. Tohăneanu, Editura Universității de Vest, Timișoara, 2005
- Studii de filosofie contemporană, Galaxia Gutenberg, Cluj-Napoca, 2005
- Romanian Philosophical Culture, Globalization, and Education, Council for Research in Values and Philosophy, Washington D.C., 2008
- Fronteras de la ciencia y complejidad, Universidad Rosario, Bogota, 2010

### Traduceri
- Luc Ferry, Omul-Dumnezeu sau sensul vieții, Augusta, Timișoara, 1999
- Luc Ferry, Noua ordine ecologică, Augusta, Timișoara, 1999 (în colaborare)
- Pierre Bonté, Michel Izard, Dicționar de antropologie și etnologie, Polirom, Iași, 1999, 2007 (în colaborare)

### Articole
- 400 de studii, eseuri și interviuri publicate în limbile română, maghiară, sîrbă, cehă, polonă, germană, franceză, engleză, italiană, spaniolă, portugheză și portugheză braziliană în reviste sau volume din țară și din străinătate (Ungaria, Serbia, Cehia, Polonia, Germania, Italia, Franța, Belgia, Olanda, Danemarca, Spania, Portugalia, Tunisia, SUA, Mexic, Columbia, Peru, Argentina, Brazilia, Japonia)[6]